# Reilhac, Cantal

Reilhac este o comună în departamentul Cantal, Franța. În 1 ianuarie 2022 avea o populație de 1.094 de locuitori.